# Winston-Salem Open 2014
Winston-Salem Open 2014 byl profesionální tenisový turnaj pořádaný jako součást mužského okruhu ATP World Tour, který se odehrával na otevřených dvorcích s tvrdým povrchem v areálu Wake Forest University. Představoval nástupnický turnaj po událostech na Long Islandu a mužské části Connecticut Open. Konal se mezi 17. až 23. srpnem 2014 v americkém Winston-Salemu, ležícím v Severní Karolíně, jako 46. ročník turnaje.
Turnaj s rozpočtem 693 705 dolarů patřil do kategorie ATP World Tour 250. Jednalo se o poslední pátý díl mužské poloviny letní US Open Series 2014, jakožto závěrečné přípravy před čtvrtým grandslamem sezóny US Open 2014.
Nejvýše nasazeným hráčem ve dvouhře se stal čtrnáctý tenista světa John Isner ze Spojených států, který před čtvrtfinále s Lukášem Rosolem odstoupil pro poranění hlezna. Z turnaje tak odstoupil druhý rok za sebou. Premiérovou singlovou trofej na okruhu ATP Tour vybojoval Lukáš Rosol. Zisk 250 bodů pro něj znamenal první posun do elitní třicítky světové klasifikace v kariéře, když mu nově patřilo 27. místo. Soutěž čtyřhry získali kolumbijští debloví specialisté Juan Sebastián Cabal s Robertem Farahem.

## Mužská dvouhra

### Nasazení
| Stát                           | Hráč                   | ATP | Nasazení |
| ------------------------------ | ---------------------- | --- | -------- |
| Spojené státy                  | John Isner             | 14. | 1.       |
| Jižní Afrika                   | Kevin Anderson         | 17. | 2.       |
| Španělsko                      | Tommy Robredo          | 20. | 3.       |
| Argentina                      | Leonardo Mayer         | 26. | 4.       |
| Španělsko                      | Guillermo García-López | 32. | 5.       |
| Portugalsko                    | João Sousa             | 37. | 6.       |
| Česko                          | Lukáš Rosol            | 38. | 7.       |
| Španělsko                      | Marcel Granollers      | 39. | 8.       |
| Tchaj-wan                      | Lu Jan-sun             | 43. | 9.       |
| Španělsko                      | Pablo Andújar          | 47. | 10.      |
| Spojené státy                  | Donald Young           | 48. | 11.      |
| Francie                        | Édouard Roger-Vasselin | 49. | 12.      |
| Kazachstán                     | Michail Kukuškin       | 51. | 13.      |
| Itálie                         | Andreas Seppi          | 52. | 14.      |
| Finsko                         | Jarkko Nieminen        | 53. | 15.      |
| Spojené státy                  | Steve Johnson          | 55. | 16.      |
| Žebříček ATP k 11. srpnu 2014. |                        |     |          |

### Jiné formy účasti
Následující hráči obdrželi divokou kartu do hlavní soutěže:
- Kevin Anderson
- Robby Ginepri
- Ryan Harrison
- Noah Rubin

Následující hráči postoupili z kvalifikace:
- Damir Džumhur
- Marcos Giron
- David Goffin
- Wayne Odesnik

### Odhlášení
před zahájením turnaje
- Ivan Dodig
- Alejandro Falla
- Teimuraz Gabašvili
- Santiago Giraldo
- Vasek Pospisil
- Jack Sock
- Dmitrij Tursunov
- Jiří Veselý

v průběhu turnaje
- John Isner

### Skrečování
- Ryan Harrison

## Mužská čtyřhra

### Nasazení
| Stát                                                                     | Hráč              | Stát               | Hráč           | ATP | Nasazení |
| ------------------------------------------------------------------------ | ----------------- | ------------------ | -------------- | --- | -------- |
| Španělsko                                                                | David Marrero     | Indie              | Leander Paes   | 22. | 1.       |
| Indie                                                                    | Rohan Bopanna     | Kanada             | Daniel Nestor  | 26. | 2.       |
| Spojené království                                                       | Jamie Murray      | Austrálie          | John Peers     | 59. | 3.       |
| Filipíny                                                                 | Treat Conrad Huey | Spojené království | Dominic Inglot | 65. | 4.       |
| Žebříček ATP k 11. srpnu 2014; číslo je součtem umístění obou členů páru |                   |                    |                |     |          |

### Jiné formy účasti
Následující páry obdržely divokou kartu do hlavní soutěže:
- Jürgen Melzer /  Lukáš Rosol
- Nicholas Monroe /  Donald Young

Následující pár nastoupil do čtyřhry díky uplatnění žebříčkové ochrany:
- Colin Fleming /  Ross Hutchins

Následující pár nastoupil do čtyřhry z pozice náhradníka:
- Florin Mergea /  João Sousa

### Odhlášení
před zahájením turnaje
- Dominic Inglot (břišní poranění)

### Skrečování
- David Marrero (zádové poranění)

## Přehled finále

### Mužská dvouhra
- Lukáš Rosol vs.  Jerzy Janowicz, 3–6, 7–6(7–3), 7–5

### Mužská čtyřhra
- Juan Sebastián Cabal /  Robert Farah vs.  Jamie Murray /  John Peers, 6–3, 6–4